# Kašovice (Hrádek)
Kašovice jsou malá vesnice, část obce Hrádek v okrese Klatovy v Plzeňském kraji. Nachází se asi dva kilometry severozápadně od Hrádku. Prochází zde silnice II/187. Je zde evidováno 28 adres. V roce 2011 zde trvale žilo 54 obyvatel.
Kašovice leží v katastrálním území Čermná o výměře 7,89 km².

## Historie
První písemná zmínka o vesnici pochází z roku 1341.

## Obyvatelstvo
| Rok            | 1869 | 1880 | 1890 | 1900 | 1910 | 1921 | 1930 | 1950 | 1961 | 1970 | 1980 | 1991 | 2001 | 2011 | 2021 |
| -------------- | ---- | ---- | ---- | ---- | ---- | ---- | ---- | ---- | ---- | ---- | ---- | ---- | ---- | ---- | ---- |
| Počet obyvatel | 149  | 149  | 147  | 143  | 110  | 121  | 116  | 105  | 108  | 141  | 107  | 70   | 80   | 54   | 41   |
| Počet domů     | 18   | 18   | 20   | 20   | 21   | 20   | 21   | 21   | 21   | 36   | 35   | 36   | 35   | 24   | 25   |

## Obecní správa
Při sčítání lidu v letech 1850–1976 Kašovice byly osadou obce Čermná, se kterým patřily nejprve do okresu Sušice, ale od roku 1960 v okrese Klatovy. Od 30. dubna 1976 jsou částí obce Hrádek v okrese Klatovy.

## Pamětihodnosti
- Nad západním okrajem vesnice se zvedá nevýrazné návrší s bývalým modřínovým lesoparkem, ve kterém stojí zřícenina kašovické tvrze ze čtrnáctého století.[10]
- Pomník rudoarmějce I. T. Konovalova

## Galerie

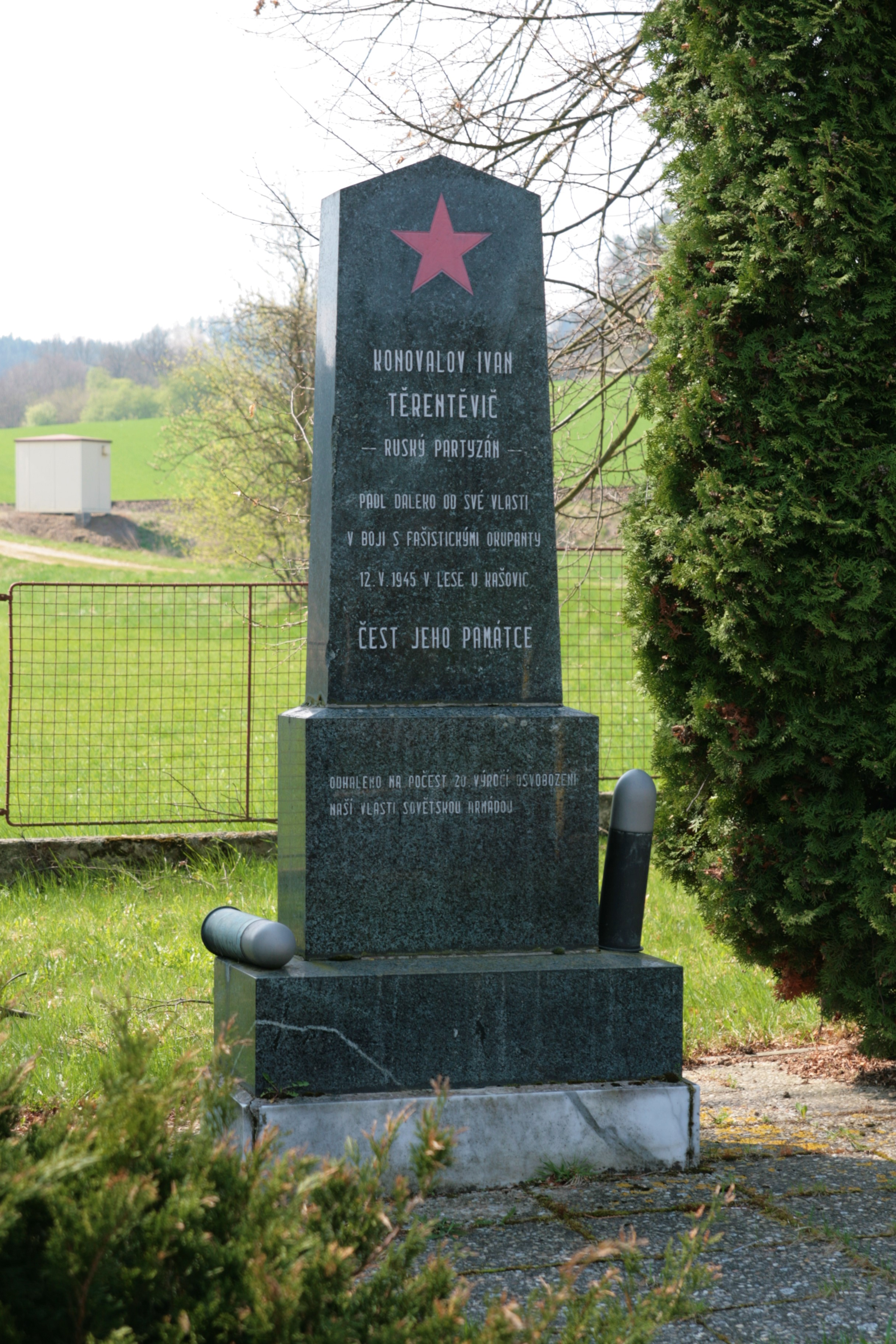
Památník osvobození
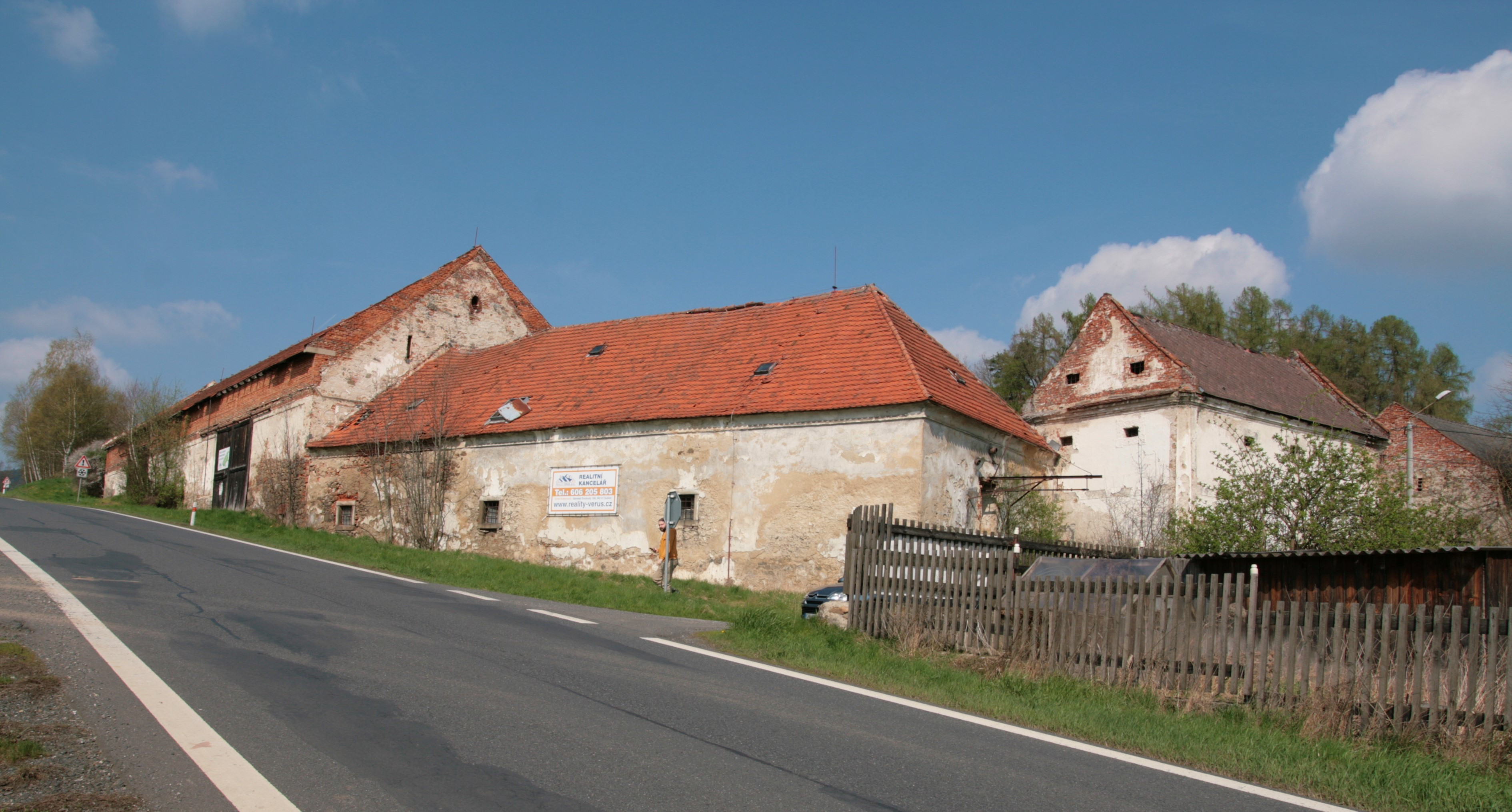
Domy v obci
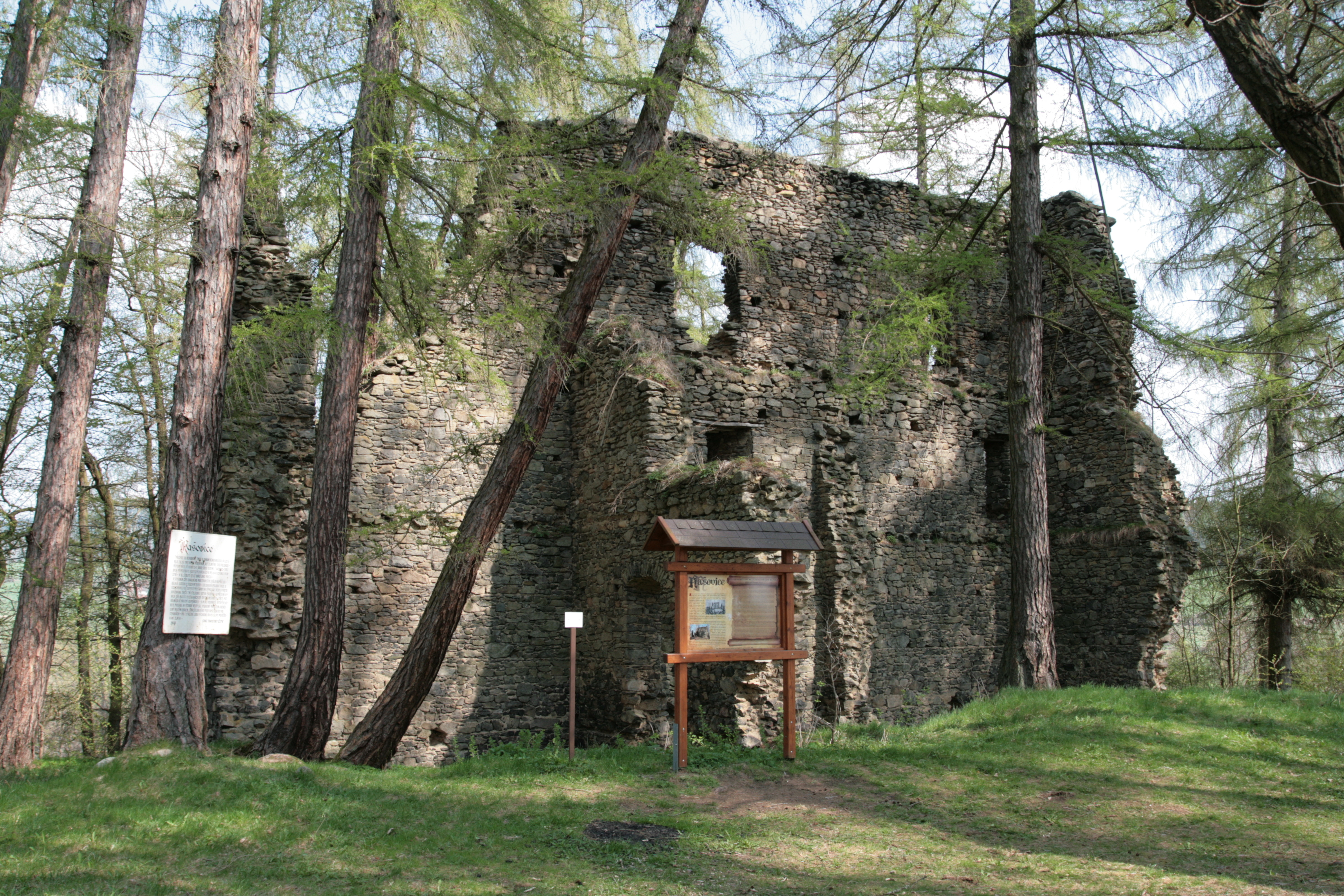
Zřícenina tvrze